# Institución Educativa Emblemática Coronel Bolognesi (Tacna)
El Colegio Nacional Coronel Bolognesi (Hoy Institición Educativa Emblemática Coronel Bolognesi) es una institución ubicada en la región peruana de Tacna, que desarrolla el conocimiento y la moral de la juventud Tacneña.
Está ubicada la calle Modesto Molina s/n en la Ciudad de Tacna, Perú.

## Niveles
La Instución Educatica Emblemática "Coronel Bolognesi" cuenta con 3 turnos en los niveles de EBR. Primaria, Secundaria y la Modalidad de Educación Básica Alternativa con los ciclos Inicial - Intermedio y el Ciclo Avanzado.
. Además tiene cursos de áreas técnicas que se imparten a los estudiantes de nivel secundaria desde el tercer año.

## Historia

### Desde la independencia hasta la Guerra del Pacífico
En los finales de 1824, cuando Perú iniciaba recién su vida independiente, en la pequeña ciudad del Caplina funcionaba el Liceo Tacna, que era un centro de estudios secundarios de carácter privado que brindaba el servicio educativo a los jóvenes de Tacna.
En 1845, cuando se desarrollaba el Primer Gobierno de Ramón Castilla Marquesado, el antiguo Liceo Tacna, por Ley 01-10-1845, quedó convertido en el "Instituto de la Victoria de Tacna". Pocos años después, el 11 de julio de 1848 cambió nuevamente de denominación para quedar convertido en el "Colegio de la Victoria de Tacna", y se encargó la Dirección al prestigioso Don Ramón Ferreira.
Después de iniciado el Segundo Gobierno de Ramón Castilla, y cuando ya habían transcurrido 12 años de funcionamiento del "Colegio de la Victoria de Tacna", el 17 de octubre de 1860 por resolución, éste fue elevado a la categoría de Colegio Nacional, es decir, su nueva denominación fue “Colegio Nacional de la Victoria de Tacna”, y en 1861, se le dio la denominación de "Colegio Nacional de la Independencia".
En los años previos a la Guerra del Pacífico, el "Colegio Nacional de la Independencia” de Tacna había creado y cimentado el prestigio de la institución a nivel local, regional y nacional, así, a inicios del año 1879 cuando ya se había iniciado el conflicto bélico con Chile, las aulas del Colegio tacneño se convirtieron en bastiones de resistencia armada peruana, ante el avance del Ejército chileno, entonces muchos de los docentes y alumnos se convirtieron en soldados y participaron en las Campañas del Sur de la guerra.

### Ocupación chilena
Después de la confrontación del 26 de mayo de 1880, conocida como Batalla del Alto de la Alianza se inició la ocupación chilena de Tacna. 
A la toma de Tacna siguió lógicamente la interrupción de las labores educativas en la ciudad, y luego del Tratado de Ancón, el gobierno chileno decretó la clausura de los colegios peruanos y se fomentó la educación formal chilena, por lo que el servicio educativo debería estar administrado por entidades eminentemente chilenas que desarrollen planes orientados hacia el logro de los objetivo de la chilenización. El entonces convertido Liceo chileno funcionó en el histórico local ubicado en la Calle Billinghurst.

### Reincorporación de Tacna a Perú
Después de la reincorporación de Tacna al territorio peruano, se reestableció la Educación formal peruana en Tacna. En el régimen de Augusto B. Leguía y su Ministro de Instrucción Matías León habían dado con días de anticipación, el 19 de agosto de 1929, una Resolución Suprema creando El "Colegio Nacional de Varones de Tacna" el cual funcionaría en la sede donde funcionó el Antiguo Liceo Chileno, es decir en la Calle Billinghurts.
Reivindicada Tacna, el "Colegio Nacional de Varones de Tacna" inició su funcionamiento el 16 de septiembre del mismo año, y desde entonces, su labor ha sido ininterrumpida. A 19 días de la reincorporación de Tacna, los ambientes del viejo local de la Calle Billinghurts, convertidas entonces en aulas peruanas, recibían a un pequeño grupo de jóvenes y niños con los que se iniciaría la segunda etapa histórica de la institución. Ese alumnado inicial, conformado por 68 varones y 9 señoritas, fueron recibidos con gran alegría en el “Colegio de Varones de Tacna” bajo la Dirección de Guillermo Rosemberg.
El 3 de octubre de 1938 por Resolución Ministerial Nº 1305, el "Colegio Varones de Tacna" recibió la denominación de "Coronel Bolognesi" en homenaje al héroe peruano de la Batalla de Arica.
En la llamada tercera modernización, durante el Gobierno del Presidente Manuel A. Odría, llamado el Benefactor de Tacna, se llevó a cabo una positiva política educativa que se orientó a dotar de moderna infraestructura a las ciudades a lo largo de todo el Perú. Así, durante la acertada gestión Ministerial del General E. P. Juan Mendoza R. y con motivo de la Celebración de las Bodas de Plata de la Reincorporación de Tacna al Perú, se dispuso la construcción de un nuevo local para el Colegio Nacional, este nuevo edificio fue inaugurado el 29 de agosto de 1954 y entró en funcionamiento en marzo de 1955 siendo director el Dr. Juan Ali Guillen.
Con la inauguración del nuevo local, la denominación del plantel fue G.U.E de Varones "Coronel Bolognesi" (01-03-1955).

### Reconversión y años posteriores

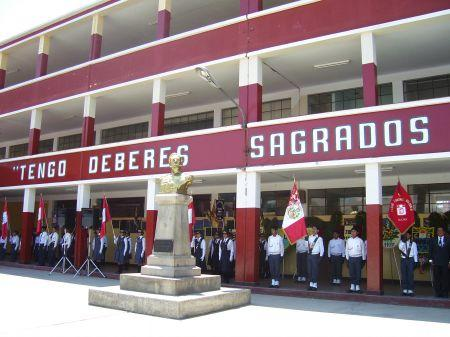
Patio de formación.

Por D.S. N° 005-77-ED y R.M. No 2123-77-ED se efectuó la adecuación y conversión de la Gran Unidad "Coronel Bolognesi" en Centro Base del NEC No 01 de Tacna, asignándole el Modelo I, Tipo G que comprende I, II, III, ciclos de Educación Básica Regular y Turno Nocturno del I, II, III, ciclo de Educación Básica Laboral.
El Centro Base fue órgano principal de ejecución de la Dirección del Núcleo Educativo Comunal, que además de sus funciones propias como Centro Educativo prestó servicios horizontales a los Centros y Programas Educativos de la red nuclear.
El modelo I atendió a más de 45 secciones. Ofertó el II y III ciclo de Educación Básica y poseía instalaciones que aseguraban en forma eficiente el desarrollo del área de capacitación para el trabajo: Talleres y Laboratorios.
Desde el año de 1983, siendo director el Profesor Hugo Averanga Villanueva, el plantel tomó la denominación de "Colegio Nacional Coronel Bolognesi". En la actualidad, dados los nuevos lineamientos de la política educativa nacional, la institución recibió la denominación de "Institución Educativa Coronel Bolognesi". A partir del año 2005, se le dio la nominación de “Institución Educativa Emblemática Coronel Bolognesi”.

## Docentes y exalumnos destacados
- Guido Lombardi. Periodista y escritor peruano, Congresista de la República del Perú.
- Francisco Lombardi. Cineasta peruano.
- Germán Elías Berrios. Catedrático en la Universidad de Cambridge, Inglaterra
- Economista Jorge Fernández Cornejo, Investigador de la Economic Research Service de los Estados Unidos.
- Luis Cavagnaro Orellana. Historiador Tacneño. Amauta de la Educación.
- Fredy Gambetta Uría. Poeta y Escritor Tacneño.
- Salvador Allende. Político y expresidente chileno